# Distretto di Wanging'ombe
Il distretto di Wanging'ombe è un distretto della Tanzania situato nella regione di Njombe. È suddiviso in 17 circoscrizioni (wards) e conta una popolazione di 161 816 abitanti (censimento 2012).
Elenco delle circoscrizioni:
- Igima
- Igosi
- Igwachanya
- Ilembula
- Imalinyi
- Kidugala
- Kijombe
- Kipengere
- Luduga
- Makoga
- Mdandu
- Saja
- Uhambule
- Ulembwe
- Usuka
- Wangama
- Wanging'ombe